# Plastikkliniken
Plastikkliniken är en svensk dokumentärserie som sändes på Kanal 5 2004. Den följde plastikkirurgen Carl-Åke Troilius i hans arbete på kliniken.